# Émile Grouard

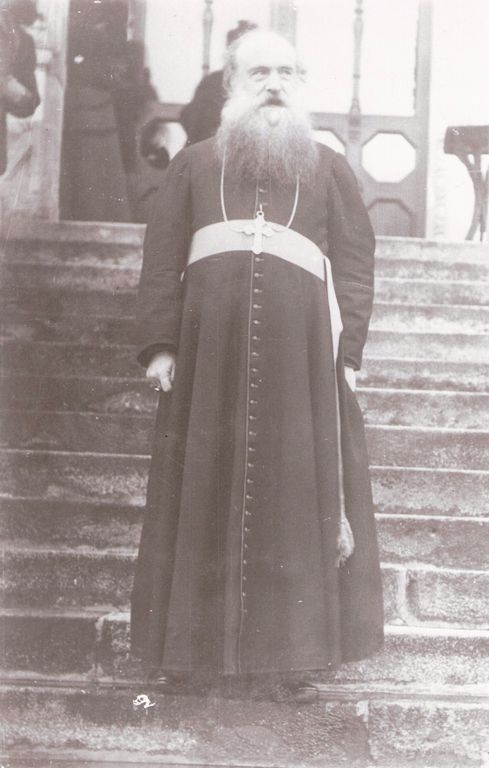
Émile Grouard OMI

Émile-Jean-Marie Grouard OMI (* 2. Februar 1840 in Brûlon, Frankreich; † 7. März 1931 in Grouard, Kanada) war ein frankokanadischer römisch-katholischer Ordensgeistlicher und Apostolischer Vikar von Grouard.

## Leben
Grouard wurde in Brûlon im Département Sarthe in der Region Pays de la Loire, geboren. Der spätere Bischof von Saint-Albert, Vital-Justin Grandin, war sein Cousin.
Er begann seine theologischen Studien in Le Mans, ehe er sie nach seiner Emigration nach Kanada am Seminar in Québec fortsetzte. Die Priesterweihe empfing er am 3. Mai 1862 in Boucherville durch den Bischof von Saint-Boniface, Alexandre-Antonin Taché. Am 21. November 1863 folgte das Ordensgelübde für die Oblaten der Unbefleckten Jungfrau Maria.
Am 18. Oktober 1890 wurde Grouard er zum Apostolischen Vikar von Athabaska Mackenzie (später Apostolisches Vikariat Grouard, heute Erzbistum Grouard-McLennan) und Titularbischof von Ibora ernannt. Die Bischofsweihe empfing er am 1. August des darauffolgenden Jahres in Saint-Boniface (Manitoba) durch den dortigen Erzbischof Alexandre-Antonin Taché, welcher ihn bereits zum Priester geweiht hatte. Vital-Justin Grandin, Bischof von Saint-Albert sowie John Shanley, Bischof von Jamestown fungierten als Mitkonsekratoren.
Nach seiner Emeritierung als Apostolischer Vikar am 18. April 1929 wurde Grouard am 28. Februar 1930 zum Titularerzbischof von Aegina ernannt. Er starb am 7. März des darauffolgenden Jahres im Alter von 91 Jahren.